# Talita
Talita är en svensk ideell förening som arbetar för att hjälpa kvinnor som utsatts för människohandel och vill lämna prostitution och pornografi. Den grundades 2004 av Anna Sander och Josephine Appelqvist och vilar på kristen grund. Föreningen är verksam i Sverige men har samarbeten utomlands, med skyddade boenden och rehabilitering. 

## Namnet
Organisationens namn kommer från en passage i Bibeln, Markus 5:41, där Jesus förklarar för en likvaka över en flicka att flickan inte är död. Han tar hennes hand och säger "Talita, koum", vilket enligt berättelsen betyder "Lilla flicka, jag säger dig, stig upp!".

## Historik
Anna Sander var ursprungligen apotekare och Josephine Appelqvist utbildad jurist, när de lärde känna varandra i slutet av 1990-talet i "Bussprojektet". Det var ett kristet initiativ där en gammal SL-buss byggts om till kafé och placerats vid Stockholms prostitutionsstråk Malmskillnadsgatan. Dit bjöd de in prostituerade på en kopp kaffe och pratade med kvinnorna om deras bakgrund, hur de hamnat där och vad som behövdes för att komma därifrån. De noterade att kvinnorna, förutom att en del var ekonomiskt svaga och hade missbruksproblem, även genomgående var traumatiserade – oftast av sexuella övergrepp från tidig ålder. Därför utbildade de sig till traumaterapeuter med inriktning på sexuella övergrepp.
De grundade 2004 Talita, som är en ideell förening som vilar på kristen grund. Inom ramen för verksamheten har de utvecklat ett ettårigt rehabiliteringsprogram – Talitametoden. I rehabiliteringsprogrammet finns möjlighet till bibelundervisning; denna är frivillig, och Talita menar att de skiljer på terapin och den kristna undervisningen. De motiverar de kristna inslagen med att många av kvinnorna kommer från miljöer där kristendomen är en naturlig del av vardagen och att undervisningen därför underlättar rehabiliteringen. Sedan år 2009 har de båda grundarna kunnat arbeta heltid med Talita, och enligt stadgarna är de ständiga ledamöter i styrelsen.

## Verksamhet
När Talita grundades erbjöds traumaterapi och senare undervisning. De arbetar uppsökande och har sett ett samband mellan pornografi och prostitution. I det förebyggande arbetet fanns fram till 2021 det arvsfondsfinansierade projektet Reality Check (därefter drivet i egen regi), för att främja skolundervisningen i ett ifrågasättande av pornografi. De har också genomfört undersökningar om kopplingen mellan pornografi, prostitution och människohandel, vilket resulterat i en rapport om den rumänska människohandeln och en studie av den pornografiska branschen i Sverige – Syns man inte finns man inte.
År 2012 öppnade de sitt första boende, Villa Talita, i Stockholm, där man har plats för fyra kvinnor. 2017 öppnades boendet Lilla Talita i Göteborg. De har även journummer för akuta ärenden och stöder prostituerade som blivit inblandade i polisens tillslag mot sexköp med boende och kontakt med myndigheter. I Rumänien samarbetar Talita med organisationen Free, och de finansierar ett boende – Casa Talita – som använder Talitametoden. I Kenya har ett samarbete med föreningen Maisha inletts, och i Mongoliet grundades en lokal Talita-organisation år 2013.